# Хам (Цуг)
Хам (нем. Cham ZG) — город в Швейцарии, в кантоне Цуг. Расположен на берегу Цугского озера.
Население составляет 14 303 человека (на 31 декабря 2007 года). Официальный код — 1702.